# Шънджоу 6
Шънджоу-6 китайски: 神舟六号 – втори пилотиран космически кораб на Китай. Първия пилотиран полет на Китай се осъществява на кораба Шънджоу 5 през 2003 (космонавт Ян Лиуей).

## Екипаж
- Фей Дзюнлун (китайски: 费俊龙}}, Fei Junlong), командир
- Ние Хайшен (китайски: 聂海胜}}, Nie Haisheng), пилот

Това е първият космически полет за двама космонавти. Техните имена били обявени около 5 часа преди старта.

## Описание на полета
Първоанчално датата на старта на кораба е определена за 13 октомври 2005, но няколко дни преди това е насрочена нова – 12 октомври.
В 1:21 UTC, около 21 минути след старта, ракетата-носител „Великия поход 2F“, корабът е изведен на елиптична околоземна орбита. Първата степен на ракетата паднала в района Вътрешна Монголия и е намерена около 45 минути след старта.
В 7:55 UTC се извършва първа орбитална маневра и корабът преминава на кръгова орбита с апогей 336 км.
В 9:30 UTC Фей Дзюнлун преминава в орбиталния модул на кораба. Ние Хайшен остава в спускаемата капсула.
На 13 октомври в 21:56 UTC е направена втора орбитална маневра с цел преминаване на по-висока орбита, заради снижаването, предизвикано от съпротивлението на горните слоеве на атмосферата.
На 15 октомври в 08:30 UTC космонавтите в продължение на две минути разговаряли с председателя на КНР Ху Цзинтао.
На 16 октомври в 19:44 UTC става отделяне на спускаемия апарат, и в 20:32 UTC се извършва меко кацане в основния район на приземяване във Вътрешна Монголия. За резервен район на приземяване се предвиждала Австралия. Обявено е, че състоянието на космонавтите е нормално.
Общата продължителност на полета е малко под 5 денонощия. По време на полета космонавтите провеждат серия от експерименти в орбиталния модул. По официални данни, основните експеримент са свързани с физическите реакции на космонавтите на факторите на космическия полет.

## Параметри на полета
- Перигей: 332 km
- Апогей: 336 km
- Наклон на орбитата: 42.4°
- Период: 91.0 minutes
- NSSDC ID: 2005-040A
- NORAD ID: 28879